# Lena Meyer-Landrut
Lena Meyer-Landrut (tudi Lena), nemška pevka,  *23. maj 1991, Hanover
Lena se že od petega leta ukvarja z baletom, glasbeno pa se je uveljavila šele na nemškem predizboru za Pesem Evrovizije 2010, Unser Star Für Oslo (»Naša zvezda za Oslo«).
Je zmagovalka 55. tekmovanja za Pesem Evrovizije. V finalu, ki je potekal 29. maja 2010 v Oslu, so ji gledalci in strokovne žirije 39 sodelujočih držav namenili 246 točk.
Prihodnje leto je na Pesmi Evrovizije 2011 ponovno zastopala svojo državo. Ker je bilo vnaprej določeno, da bo državo ponovno predstavljala Lena, so na nacionalnem izboru izbirali le pesem, in sicer so med 12 predstavljenimi pesmimi gledalci s telefonskim glasovanjem izbrali skladbo Taken by a Stranger. Zasedla je 10. mesto.